# Louis Pilot
Louis Pilot (Esch-sur-Alzette, 11 novembre 1940 – Senningen, 16 aprile 2016) è stato un allenatore di calcio e calciatore lussemburghese, di ruolo centrocampista.
Nel 2004, per i 50 anni dalla nascita dell'UEFA, la confederazione chiese ad ogni federazione nazionale affiliata di indicare il proprio miglior giocatore degli ultimi 50 anni (1954-2003): la federazione calcistica del Lussemburgo elesse Pilot.

## Carriera
Iniziò la carriera nelle giovanili del CS Fola Esch, per poi essere promosso in prima squadra.
Nel 1961 si trasferì nello Standard Liegi in cui trascorse 11 anni, totalizzando 339 presenze e quattro gol.
Nel 1972, ormai trentaduenne, si trasferì all'Anversa in cui trascorse 3 stagioni.
Appese gli scarpini al chiodo nel 1978, a 38 anni, dopo 3 stagioni nel Racing Jet Bruxelles.
In Nazionale lussemburghese ha collezionato 49 presenze e due gol. Ne è stato anche CT per 6 anni.
La carriera da allenatore terminò nel 1986 dopo aver allenato lo Standard Liegi per 2 anni.
Il 16 aprile 2016, all'età di 75 anni, Pilot muore a Senningen.

## Palmarès

### Club

#### Competizioni nazionali
- Campionato belga: 4

Standard Liegi: 1962-1963, 1968-1969, 1969-1970, 1970-1971
- Coppa del Belgio: 2

Standard Liegi: 1965-1966, 1966-1967

## Riconoscimenti
- Nominato calciatore lussemburghese dell'anno: 1966, 1970, 1971, 1972.
- Nominato sportivo lussemburghese dell'anno: 1968, 1969.
- Scelto dalla FLF come miglior calciatore lussemburghese degli ultimi 50 anni nel Golden Player della UEFA stilato nel 2003.[3]